# 斯科茨弗拉特 (加利福尼亞州)
斯科茨弗拉特（英語：Scotts Flat）是位於美國加利福尼亞州內華達縣的一個非建制地區。該地的面積和人口皆未知。

## 地理
斯科茨弗拉特的座標為39°17′00″N 120°54′49″W / 39.28333°N 120.91361°W，而該地的平均海拔高度為943米（即3094英尺）。